# دیر مار ایلیا

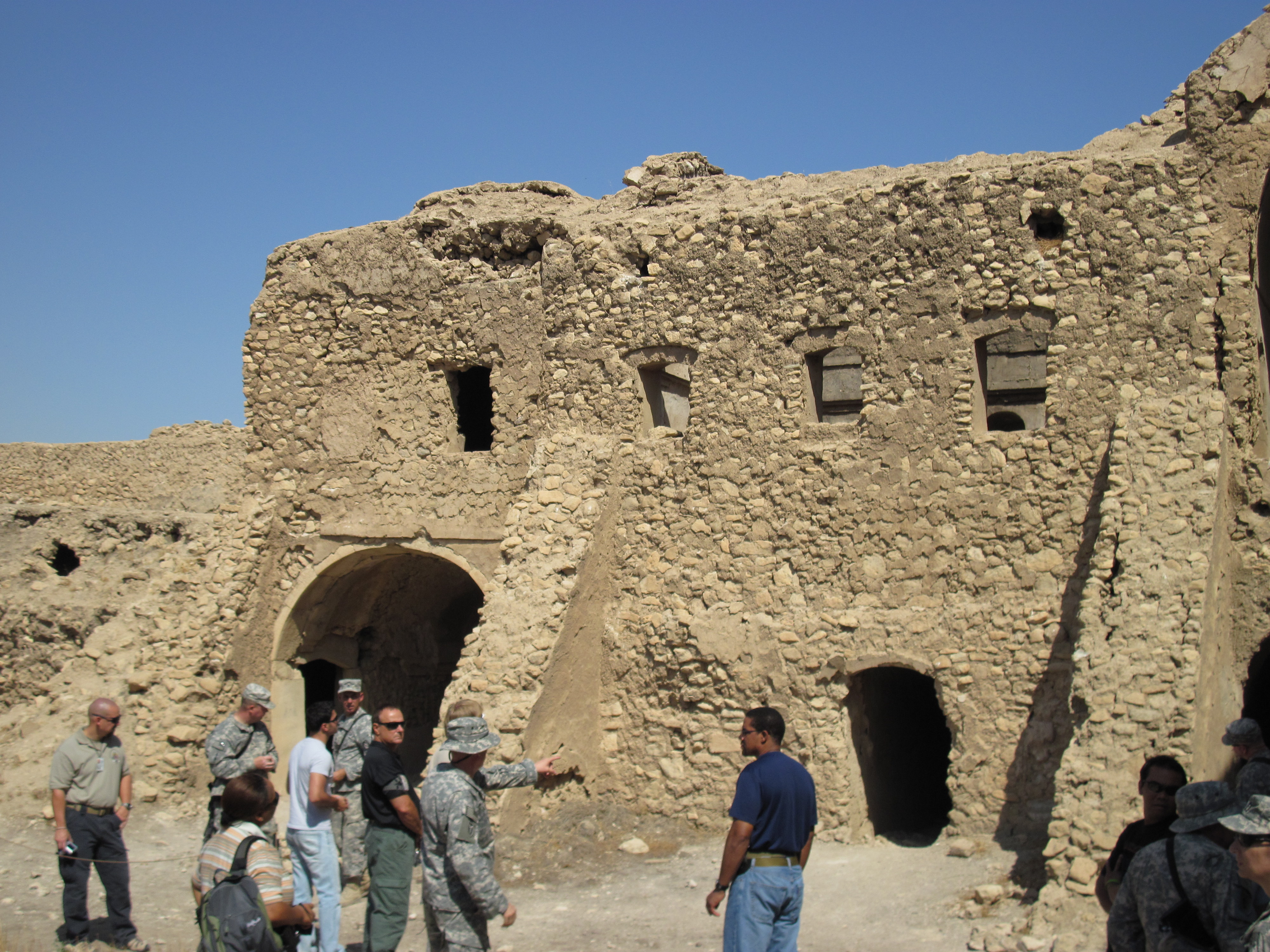
سربازان آمریکایی در سال ۲۰۰۹ به صومعه سفر می کنند

دیر مار ایلیا (سریانی: ܕܝܪܐ ܕܡܪܝ ܐܝܠܝܐ) یک دیر مسیحی، و قدیمی‌ترین دیر در عراق بود، که بنای آن به قرن ششم میلادی برمی گشت. این دیر در استان نینوا درست در جنوب موصل بود.

## تاریخ اولیه
این دیر در ۵۹۵ پس از میلاد توسط مار ایلیا راهبی آشوری که پیشتر در حیره و بعدتر در دیر بزرگ کوه ازلا در ترکیه تحصیل کرد بنا شد. سپس مسیحیان کلدانی آن را در دست گرفتند. این دیر قرنها مرکز جامعه مسیحی منطقه بود و هزاران مسیحی آن را به منظور حضور در عید مار ایلیا در آخرین چهارشنبه نوامبر زیارت می‌کردند.
در ۱۷۴۳، شاه ایران نادر شاه دستور تخریب ملک آن و کشتار راهبانی که در آن می‌زیستند را صادر کرد. این دیر تا آغاز قرن بیستم به حالت خرابه بود تا این که برخی بازسازی‌ها بر روی آن انجام شد.

## استفاده نوین و تخریب
در ۲۰ ژانویه ۲۰۱۶، گزارش شد که داعش سازه آن را تخریب کرده است.